# Sovratensione (elettrochimica)
In elettrochimica, con il termine sovratensione (in inglese overpotential) si indica la differenza tra il potenziale di elettrodo alle condizioni attuali (con un valore di intensità di corrente circolante qualsiasi) e il potenziale di elettrodo all'equilibrio (cioè in assenza di circolazione di corrente).
In formule:
η = E(i) - E0
dove:
- E(i) è il potenziale di elettrodo (funzione della densità di corrente i), misurato sperimentalmente;
- E0 è il potenziale di elettrodo all'equilibrio (in condizioni di reversibilità), calcolato dall'equazione di Nernst a partire dai potenziali standard di equilibrio;[3]
- η è la sovratensione relativa alla semicella considerata.

La sovratensione è:
- positiva (η > 0) per le celle elettrolitiche (E(i) > E0);
- nulla (η = 0) per le celle elettrochimiche all'equilibrio (E(i) = E0);
- negativa (η < 0) per le celle galvaniche (E(i) < E0).

La sovratensione è una misura dell'efficienza voltaica di una cella elettrochimica: in particolare in una cella elettrolitica (che trasforma energia elettrica in energia chimica) all'aumentare della sovratensione aumenta la quantità di energia elettrica da fornire alla cella, mentre in una cella galvanica (che trasforma energia chimica in energia elettrica) all'aumentare della sovratensione diminuisce la quantità di energia elettrica che viene erogata dalla cella; in entrambi i casi la sovratensione agisce come una dissipazione, generando calore.
Il valore della sovratensione varia a seconda della particolare cella adoperata e delle condizioni operative, anche per celle dove avviene la stessa reazione.

## Sovratensione come dissipazione
La sovratensione è correlata alla potenza termica dissipata per effetto Joule dalla cella elettrochimica attraverso la relazione:
{\displaystyle \eta ={\frac {{\dot {Q}}_{J}}{e}}}
in cui:
- QJ è la potenza termica dissipata a causa della sovratensione;
- e è la carica elementare.

## Sovratensione anodica, sovratensione catodica e caduta ohmica
Una generica cella elettrochimica è costituita da due semielementi (o "semicelle"), ciascuno dei quali è caratterizzato da un potenziale di elettrodo.
La sovratensione può essere quindi suddivisa nei seguenti contributi:
- caduta ohmica: la caduta di potenziale determinata dalla resistenza elettrica delle fasi omogenee (elettrodi e bulk dell'elettrolita);
- sovratensione anodica: sovratensione non di tipo ohmico localizzata nella semicella dove avviene l'ossidazione (area anodica);
- sovratensione catodica: sovratensione non di tipo ohmico localizzata nella semicella dove avviene la riduzione (area catodica).

La sovratensione di cella, data dalla differenza dei potenziali di elettrodo, è legata ai contributi della sovratensione (anodica e catodica e caduta ohmica) dalla relazione:
Ecella = E0cella + ηan - ηcat + ηΩ
dove:
- Ecella è il potenziale di cella;
- E0cella è il potenziale di cella all'equilibrio (pari alla forza elettromotrice associata allo svolgimento della reazione redox[3]);
- ηan è la sovratensione anodica;
- ηcat è la sovratensione catodica;
- ηΩ è la caduta ohmica.

## Contributi della sovratensione
La sovratensione può essere quindi scomposta in più contributi a seconda del meccanismo che determina la polarizzazione; si hanno quindi i seguenti contributi:
- sovratensione per polarizzazione di concentrazione ηconc: determinata dalla differenza di concentrazione al doppio strato elettrico (cioè tra l'elettrolita presente in prossimità della superficie dell'elettrodo e l'elettrolita presente nel bulk);[6]
- sovratensione per trasferimento di carica ηct: determinata dalla polarizzazione di attivazione.

Talvolta le cadute ohmiche vengono indicate come sovratensione per polarizzazione ohmica ηΩ.

### Sovratensione e polarizzazione
La polarizzazione in un sistema elettrochimico determina una variazione di potenziale, che è appunto la sovratensione.
La sovratensione per polarizzazione di concentrazione si può determinare a partire dall'equazione di Nernst modificata:
{\displaystyle \eta _{conc}={\frac {k_{B}T}{ze}}\ln \left[{\frac {({\text{Ox}}/{\text{Red}})|_{s}}{({\text{Ox}}/{\text{Red}})|_{b}}}\right]={\frac {RT}{zF}}\ln \left[{\frac {({\text{Ox}}/{\text{Red}})|_{s}}{({\text{Ox}}/{\text{Red}})|_{b}}}\right]}
in cui:
- "Ox" e "Red" sono le concentrazioni della specie ossidata e della specie ridotta;
- i pedici "s" e "b" si riferiscono alla superficie dell'elettrodo e al bulk dell'elettrodo;
- kB è la costante di Boltzmann;
- R è la costante dei gas;
- T è la temperatura assoluta;
- z è la valenza;
- e è la carica elementare.
- F è la costante di Faraday.

### Sovratensione per trasferimento di carica
La sovratensione per trasferimento di carica (anche detta sovratensione di attivazione) si ricava dall'equazione di Butler-Volmer:
{\displaystyle J=J_{0}\left[\exp \left({\frac {{\overleftarrow {\alpha }}ne\eta }{k_{B}T}}\right)-\exp \left(-{\frac {{\overrightarrow {\alpha }}ne\eta }{k_{B}T}}\right)\right]}
dove:
- {\displaystyle {\overleftarrow {\alpha }}} e {\displaystyle {\overrightarrow {\alpha }}} sono rispettivamente il coefficiente di trasferimento di carica anodico e coefficiente di trasferimento di carica catodico;
- J è la densità di corrente (pari al rapporto tra intensità di corrente e area di passaggio della carica);
- J0 è la densità di corrente di scambio.

Nel caso particolare in cui si abbiano elevati valori di sovratensione, l'equazione di Butler-Volmer si riduce nell'equazione di Tafel:
{\displaystyle \eta _{ct}=\pm {\frac {k_{B}T}{\alpha e}}\cdot \ln \left({\frac {i}{i_{0}}}\right)}
in cui:
- per la semireazione anodica si considera segno positivo e α rappresenta il coefficiente di simmetria della barriera anodico {\displaystyle {\overleftarrow {\alpha }}};
- per la semireazione catodica si considera segno negativo e α rappresenta il coefficiente di simmetria della barriera catodico {\displaystyle {\overrightarrow {\alpha }}}.

### Caduta ohmica
La sovratensione per polarizzazione ohmica si ricava dalla legge di Ohm:
{\displaystyle \Delta V=R\,I}
in cui
- R è la resistenza elettrica;
- I è l'intensità di corrente.